# Nyctixalus
Nyctixalus es un género de anfibios anuros de la familia Rhacophoridae. Se distribuyen por Filipinas y Sondalandia.

## Especies
Se reconocen las 3 siguientes:
- Nyctixalus margaritifer Boulenger, 1882
- Nyctixalus pictus (Peters, 1871)
- Nyctixalus spinosus (Taylor, 1920)